# 続拾遺和歌集
『続拾遺和歌集』（しょくしゅういわかしゅう）は、「二十一代集」中、12番目の勅撰和歌集。20巻。建治2年（1276年）亀山上皇の命によって編纂が開始され、弘安元年（1278年）に奏覧された。ただし、下命は文永11年（1274年）だった可能性もある。選者は二条為氏。和歌所開闔は源兼氏だったが、その死に伴い、慶融（為氏の弟）が担当した。
序はない。流布本の収録歌は1461首。部立は春上下・夏・秋上下・冬・雑春・雑秋・羈旅・賀・恋1～5・雑上中下・釈教・神祇である。主な歌人は、藤原為家（43首）・後嵯峨上皇（33首）・藤原定家（29首）・西園寺実氏（28首）・藤原俊成（22首）・藤原信実（21首）などである。武士の歌が約80首収められており、「鵜舟集」の異名があった。
歌風は『続後撰和歌集』の平淡な歌風を継承した、優雅で穏健な歌風と評される。

## 注解
- 『続拾遺和歌集　和歌文学大系7』小林一彦注解、明治書院、2002年